# El Cardoso de la Sierra
El Cardoso de la Sierra è un comune spagnolo di 66 abitanti situato nella comunità autonoma di Castiglia-La Mancia.
Il comune, oltre al capoluogo omonimo, comprende i nuclei abitati di Bocígano, Cabida, Colmenar de la Sierra, Corralejo e Peñalba de la Sierra oltre al centro disabitato di La Vihuela.